# Aiso Tsukashi
Aiso Tsukashi (愛想尽かし? conosciuto anche col titolo inglese di Tired of Waiting for Love) è un manga yaoi scritto da Saki Aida ed illustrato da Yugi Yamada. Il titolo è il seguito di Takaga Koi Daro, dal quale riprende i medesimi personaggi ed ambientazione , focalizzandosi tuttavia sul personaggio, prima secondario, di Kyosuke Sawaragi.
Nel 2011 manga è stato il primo volume pubblicato online da Digital Manga Guild, community di fan che con la collaborazione degli editori giapponesi e di Digital Manga Inc si occupa della diffusione di centinaia di titoli in rete; la sua pubblicazione è stata annunciata assieme ad altri due titoli di Boy's Love:
Chūken wa hana o matsu (忠犬は花を待つ?) e Solo i fiori sanno... (花のみぞ知る?, Hana nomi zo shiru) , quest'ultimo diffuso nel 2015 anche in Italia da Flashbook Edizioni.

## Trama
Kyosuke Sawaragi riesce ad avere una riduzione della pena e ad uscire dal carcere prima di quanto il cognato Izumi e il nipote Makoto avessero sperato. Tuttavia, il tempo trascorso in prigione ha segnato profondamente lo yakuza che decide di troncare ogni rapporto con la malavita e condurre una vita rispettosa della legge. La sua esistenza tranquilla viene però turbata dall'incontro con Shuuya, un giovane gigolò incontrato in prigione. Questi, tornato a prostituirsi, è stato malmenato da dei mafioso per aver avuto un rapporto lavorativo con la moglie di uno di loro. Svenuto, viene soccorso da Sawaragi. Shuuya, in debito coll'ex yakuza per la protezione avuta in prigione, cerca di sdebitarsi con questi in natura, ma Kyosuke di fronte alla facilità con cui il ragazzo mercifica il proprio corpo non può che provare repulsione e dispiacere per il giovane. Decide così di insegnare al ragazzo il rispetto per se stesso, sperando che egli riesca a trovarsi da vivere in modo dignitoso. Shuuya infatti, di fronte al rifiuto di Sawaragi, decide – ormai innamoratosi dell'uomo che l'"ha raccolto dalla strada come un randagio”, decide di iniziare a vivere onestamente; mentre il suo ospite finisce via via per cadere vittima del fascino del giovane.
Quando ormai i due sono innegabilmente legati da un forte sentimento amoroso, Shuuya viene rapito da Sone, suo aguzzino in carcere. Divenuto il giocattolo sessuale del malavitoso, è Izumi – il cognato di Sawaragi – a scoprire l'infelice condizione del ragazzo. Venuto al corrente della faccenda, Sawaragi torna da Hasumi, il suo ex-boss e fratello di sangue, per affidargli i propri cari ed andare da solo a salvare il randagio che ama. Aiutato inaspettatamente dai suoi ex-compagni mafiosi, Sawaragi riesce a liberare Shuuya; i due, messi alla prova i loro sentimenti, sono ora una coppia affiatata e dichiarata.

## Personaggi
Kyosuke Sawaragi
Ex-yakuza deciso a ricominciare la propria vita da zero, dopo l'esperienza in carcere. Spinto al grande passo dall'affetto che prova verso la sua famiglia, costituita da Makoto, il nipote, e Izumi, padre di questi e ragazzo-padre di cui Kyosuke è segretamente innamorato. Dopo essersi pentito, il malvivente senza scrupoli che era ha lasciato il posto ad un uomo dal passato travagliato, onesto e più saggio.
Accoglie Shuuya nella propria casa per il fascino e la pena che gli ispira il giovane fin dal loro primo incontro; la maturazione del ragazzo e i suoi persistenti tentativi d seduzione faranno infine capitolare l'ex yakuza che, ormai affezionatosi ed innamorato, non riuscirà più a mandare via il ragazzo.
Shuuya Kasuga
Cresciuto con una madre assente che l'ha sempre trascurato, Shuuya fugge di casa dopo essere stato sorpreso dalla madre mentre il nuovo compagno di lei abusava del giovane. A causa dei trascorsi familiari Shuuya è cresciuto solo ed abbandonato, costretto a prostituirsi per guadagnarsi da vivere. Alla disperata ricerca di contatto e calore umani, il giovane si contenta di vivere offrendo se stesso per niente, pur di un fugace senso di protezione. Bisessuale, non riesce tuttavia a coltivare relazioni durature con le donne perché visceralmente sospettoso del genere femminile, a causa della delusione ed abbandono da parte della madre. La ricerca di una figura familiare protettiva ed affetto lo portano, infine a cercare – mosso dalla disperazione – Sawaragi, l'uomo che in prigione l'aveva colpito dimostrandogli gentilezza disinteressata.
Izumi
Cognato di Sawaragi e vedovo della sorella di lui, cresce difficilmente da solo il figlio di sei anni, Makoto. Ormai legato stabilmente a Shin, finisce tuttavia spesso per litigarci, a causa del carattere brusco di quest'ultimo, finendo così spesso per rifugiarsi da Kyosuke, in cerca di consiglio. Amato profondamente da Sawaragi, ha preferito rifiutare le profferte amorose del cognato per vivere con Shin, anche dopo aver consumato una notte con l'allora yakuza, nella depressione causata dal lutto.
Makoto
Figlio di Izumi e della defunta Chiaki e nipote di Kyosuke. Vivace e dispettoso, Makoto, sotto l'aria di bambino innocente e spensierato, è in realtà profondamente consapevole delle relazioni omosessuali dei parenti più prossimi, così finisce spesso per stupire il padre riguardo al rapporto di quest'ultimo con Shin, o lo zio, quando, per capriccio, si prende gioco dell'immaturo Shuuya per guadagnarsi l'attenzione dello zio. Shuuya, amante geloso, non può che percepire perciò il piccolo Makoto come un rivale temibile per il cuore di Kyosuke.
Hasumi
Ex-superiore mafioso di Sawaragi. Legato ancora a questi da un vecchio giuramento di sangue e da una sincera amicizia, ha più volte offerto protezione ai cari dell'amico, senza mai rimproverargli l'uscita dall'organizzazione.

## Titolo
Come spiega l'autrice Saki Aida nel cap. 5, il titolo Aiso Tsukashi richiama l'espressione nel linguaggio romantico che intende un amore ormai spento, esaurito. Tuttavia, fa notare la sceneggiatrice, le stesse parole possono riferirsi, nell'ambito del teatro Kabuki, all'allontanamento volontario dell'amato, che viene scacciato dall'amante, il quale può anche ferire verbalmente il compagno, pur di evitargli la situazione di pericolo nella quale incorrerebbe frequentando ancora l'amante. Nel manga Aida rintraccia l’Aiso Tsukashi nel momento in cui, Sawaragi, ritrovato Shuuya ormai creduto scomparso, viene malamente allontanato dal ragazzo, che spera così di salvarlo dall'ira e dalla vendetta di Sone.

## Manga

### Volume
| Nº | Giapponese 「Kanji」 - Rōmaji  | Data di prima pubblicazione          | Data di prima pubblicazione |
| Nº | Giapponese 「Kanji」 - Rōmaji  | Giapponese                           |                             |
| 1  | 「愛想尽かし」 - Aiso Tsukashi | 1º dicembre 2010 ISBN 978-4813052876 |                             |